# Латерина Перджине Валдарно
Латерѝна Пѐрджине Валда̀рно (на италиански: Laterina Pergine Valdarno) е община в Централна Италия, провинция Арецо, регион Тоскана. Административен център на общината е градче Латерина (Laterina), което е разположено на 240 m надморска височина. Населението на общината е 6637 души (към 2018 г.).
Общината е създадена в 1 януари 2018 г. Тя се състои от предшествуващите общини Латерина и Перджине Валдарно.